# Okapi (transporter opancerzony)
Okapi – południowoafrykański 6-kołowy transporter opancerzony z dużą odpornością na miny (ang. mine-protected vehicle-MPV). Może być używany jako: punkt dowodzenia, posterunek kierowania ogniem, specjalistyczny transporter do rozminowywania, mobilne laboratorim biologiczno-chemiczne lub pojazd wsparcia elektronicznego.